# Sin-Iqisham
Sin-Iqisham o Sin-Iqišam va ser rei de la ciutat de Larsa, a l'Antic Orient Pròxim entre els anys 1776 aC i 1771 aC aproximadament. Era fill i successor de Sin-Eribam i contemporani del rei Zambiya d'Isin.
No es coneix quasi res del seu regnat. Es conserva un escrit del seu cinquè any de regnat on diu que va obtenir una victòria sobre una coalició formada per Uruk, Kazallu, Elam i Isin, on regnava Zambiya.